# Damian Zborowski
 (août 2020).
Pour les articles homonymes, voir Zborowski.
Damian Zborowski est un joueur polonais de volley-ball né le 20 juin 1988. Il joue au poste d'attaquant. Pour la saison 2018/2019, dans l'équipe MKS Andrychów.

## Palmarès

### Clubs
Championnat de Pologne D2 :
- 2012